# هیوسانگ
هیوسانگ (انگلیسی: Hyosung) شرکت خوشه‌ای کره‌ای است، که در سال ۱۹۶۶ تأسیس شد.